# Una famiglia
Una famiglia è un film del 2017 diretto da Sebastiano Riso.  La pellicola è stata presentata alla 74ª edizione del Festival del Cinema di Venezia ed ha concorso per il Leone d'oro.

## Trama
Maria convive con Vincenzo, un uomo spietato e senza cuore di origini francesi, con cui ha un rapporto di subordinazione. Lui l'ha costretta a procreare per la surrogazione di maternità. Usa la spirale per evitare di rimanere incinta ma Vincenzo la scopre. Mentre porta avanti l'ultima gravidanza scopre che l'ultima bambina venduta clandestinamente era morta dopo pochi mesi, e ora i genitori acquisiti vogliono che vengano loro restituiti i 50.000 euro versati. I due allora cambiano abitazione e tramite un ginecologo complice trovano una coppia gay a cui vendere il nascituro. Maria partorisce da sola in casa, e Vincenzo le toglie il neonato e lo porta ai due uomini. Questi fanno visitare il bambino e scoprono che ha una grave malformazione al cuore e quindi non lo accettano più. Vincenzo porta la culla con il neonato davanti a un cassonetto vicino a casa, ma alla fine lo lascia in un parco giochi, dove Maria, che lo cerca disperata, lo ritrova.